# Exathlon
Exatlon (conocida en algunos países como Exatlon) es una serie de competiciones de realidad en la que dos equipos de competidores con buena condición física compiten entre sí. Siguiendo el formato de reality show, el programa tiene muchas partes que se planean con anticipación sin embargo, no es una competencia real. Los equipos están compuestos por atletas profesionales del deporte, celebridades y personas comunes con habilidades atléticas. Todos deben tener fuertes habilidades físicas y habilidades deportivas.
Exatlón es una competencia orientada al equipo que se mueve a un modo individual en sus últimas semanas, culminando en una ronda final donde un hombre y una mujer son coronados campeones del Exathlon. El formato final varía en ciertos países donde el hombre y la mujer compiten para que uno de ellos sea coronado campeón del Exathlon.
Exatlón se emitió por primera vez en Brasil por Rede Bandeirantes en 2017 y desde entonces ha sido un éxito de clasificación en México producido por TV Azteca, hispano estadounidense hecha por Telemundo, Rumania en Kanal D, Colombia por Canal RCN y Hungría en TV2

## Formato
Una temporada de Exathlon se conforma de 4 a 6 noches a la semana y desde un mínimo de 12 semanas hasta 20 semanas.
Cada día, los equipos compiten en circuitos especialmente diseñados. Los circuitos están diseñados como carreras cara a cara. El primer equipo en lograr 10 victorias gana el premio de ese día. 
El punto clave de diferencia de Exathlon son sus complejos circuitos que pueden evaluar al atleta más exitoso. Estos circuitos estables combinan pistas de atletismo con piscinas, obstáculos, vigas de equilibrio, toboganes, redes de arrastre de arena y barro, túneles de arrastre, barras debajo sobre plataformas de caída y mecanismos deportivos físicos. Cada circuito tiene un final adicional basado en el formato de tiros que cambia según los requisitos del juego. Los finales del juego son intercambiables en los circuito con más de 50 opciones posibles. Los circuitos son pistas de prueba largas que requieren una serie de habilidades deportivas. Cada uno puede involucrar cualquier combinación de velocidad, natación, salto, equilibrio, flexibilidad, fuerza, destreza, coordinación, memoria muscular e inteligencia deportiva. Los circuitos de Exathlon prueban todos los aspectos de las habilidades de un atleta.
Las personas deben desempeñarse en su nivel más alto de manera consistente, ya que esta es la única forma en que pueden asegurar una posición sólida dentro de la clasificación de su equipo. Estas clasificaciones son importantes ya que regularmente, a lo largo de la serie, los concursantes serán eliminados de cualquier equipo.
El presentador de Exathlon juega un papel importante en el programa comentando cada circuito, guiando al espectador a través de cada juego. Una característica única de este formato de realidad deportiva es el comentario de estilo deportivo.

### Etapas de la competencia
Diez atletas en cada equipo se enfrentan semana a semana, con atletas que van siendo eliminados semana a semana
Una semana típica en Exathlon incluye el juego de La Fortaleza, el juego por El Dinero, Exaball, Circuitos Contrarreloj, el duelo internacional, Minigames, Duelo de Eliminación y el juego de  Supervivencia.
Una vez que Exathlon tiene ocho atletas finales, el formato pasa de la etapa de equipo a la etapa individual.

#### Etapa individual
Los ocho finalistas compiten individualmente para conseguir al Campeón o Campeones de Exathlon.
Además de los circuitos Exathlon también incluye juegos de Mnigames jugados una vez por semana entre los dos equipos.
El formato de Exathlon evoluciona en cada Temporada creando torneos y competiciones internacionales en campeonatos multinacionales, regionales y mundiales.

## Exathlon en el Mundo

### Brasil
Exatlón Brasil. Presentado por Luis Ernesto Lacombe y producido por Rede Bandeirantes en 2017 con una sola temporada, resultando ganador  Marcel Stürmer.

### Colombia
Exatlón Colombia. Presentado por Roberto Manrique y producido por RCN Televisión, la primera temporada fue estrenada en 2018 resultando ganador José Rodríguez.

### Hungría
Exatlón Hungary o Exatlón Hungría. Presentado por Laszlo Palik y producido por TV2 la primera temporada fue estrenada en 2019 con buenos resultados Katalin Huszti siendo la ganadora de la temporada debido al buen índice de audiencia su segunda temporada fue anunciada para 2020 y estrenada el 1 de enero. Actualmente se encuentra en emisión.

### México
Exatlón México. Presentado por Antonio Rosique y producido por TV Azteca. En 2017 se estrenó la Temporada 1, resultando ganador Ernesto Cazares. En 2018 se estrenó su Segunda Temporada: en el curso de esta un accidente de avión hizo que algunos competidores tuvieran que abandonar, después de lo cual Aidee Hernández y Aristeo Cazares se proclamaron campeones. En 2019 se estrenó la Tercera Temporada, resultando ganadores Heliud Pulido y Mati Álvarez. En 2020 se estrenó la Cuarta Temporada llamada Titanes vs Héroes, en septiembre 1, resultando ganadores Patricio Araujo y Mati Álvarez, esta última consagrándose primera tricampeona después de la Copa Exatlón. En el 2021 se estrenó la quinta temporada llamada Guardianes vs Conquistadores, resultaron campeones Marysol Cortés y Koke Guerrero, este último consagrándose segundo bi-campeón también en la que en enero en el 2022 se estrenó la llamada primera temporada All-Star. Y en este mismo año se estrenó la Séptima Temporada resultaron campeones Andrés Fierro y Liliana Hernández, en 2023 se estrena la segunda edición All-Star, quedando de nueva cuenta como ganador Koke Guerrero coronándose tricampeón del Exatlón; y en este mismo año se estrenó la Séptima Temporada, la primera temporada cuyos equipos solo eran Rojos vs Azules, cuyo lema nuevo era "La Nueva Era" y resultaron campeones Patricio Araujo consagrándose bi-campeón y Mati Álvarez, esta última consagrándose primera tetracampeona del Exatlón después de la Copa Exatlón. En 2024 se estrenó la Octava Temporada, la segunda temporada cuyos equipos solo eran Rojos vs Azules, cuyo lema nuevo era "Fuerzas Especiales" y resultaron campeones Evelyn Guijarro y Mario Osuna.

### Rumanía
Exatlón Rumanía. Presentado por Cosmin Cernat y Producido por Acun Media y Dideas y Emitido por Kanal D en 2018 se estrenó la Primera Temporada resultando ganador Vladimir Drăghia: ese mismo año se estrenó su Segunda Temporada con Beatrice Olaru y su temporada más reciente se estrenó en 2019, resultando ganadores Andreea Arsine e Ion Surdu.

### Estados Unidos
Exatlón Estados Unidos. Presentado por Erasmo Provenza y producido por Telemundo, la Primera Temporada fue estrenada en 2018 con Marisela Cantú resultando ganadora. En 2019 se estrenó su segunda temporada donde salió campeona Valeria Sofía Rodríguez, y ese mismo año se estrenó su Tercera Temporada donde Alberto Medina se proclamó campeón. en 2020 se estrenó la Cuarta Temporada: en el curso de esta una invasión de la pandemia de COVID-19 hizo que algunos competidores tuvieran que abandonar, después de lo cual, Nate Burkhalter se proclamó campeón: en 2021 se estrenó la Quinta Temporada y Frederik Oldenburg se estrenó como nuevo presentador, y donde Norma Palafox y Jeyvier Cintrón se proclamaron campeones. En 2022, se estrenó la Sexta Temporada, en donde Briadam Herrera y Susana Abundíz se proclamaron como ganadores. Y en este mismo año se estrenó la Séptima Temporada y se cerró también dando inicio a la primera temporada llamada All-Star, resultando nuevos ganadores Yamilet Peña (Equipo Rojo) y Yoridan Martínez (Equipo Azul), en 2023 se estrena la segunda edición All-Star, quedando de nueva cuenta como ganadora Susana Abundíz coronándose primera bicampeona del Exatlón. En 2024, se estrena la tercera edición All-Star, quedando de nueva cuenta como ganadores Briadam Herrera coronándose primer bicampeón, y el segundo a nivel internacional, y Susana Abundíz coronándose primera tricampeona del Exatlón y la segunda a nivel internacional.

### Alemania
Exatlón Alemania es la versión alemana del Reality Original en Turquía,Exhatlon. El programa es producido por Acun Medya Global y transmitido por Sport1. Su primera transmisión fue el 16 de septiembre de 2024 siendo los dos equipos Fighters (Rojos) y Heroes (Amarillos).

## Serie Exatlón
| País           | Título local              | Emisoras       | Ganadores | Presentadores                                                |
| -------------- | ------------------------- | -------------- | --- | ------------------------------------------------------------ |
| Brasil         | Exatlón Brasil            | Band           | Temporada 1- 2017: Marcel Stürmer | Luis Ernesto Lacombe                                         |
| Colombia       | Exatlón Colombia          | RCN Televisión | Temporada 1- 2018: José Rodríguez | Roberto Manrique                                             |
| Hungría        | Exatlón Hungría           | TV2            | Temporada 1- 2019: Huszti Katalin Temporada 2- 2020: Dr. Busa Gabriella & Böjte Dave Temporada 3- 2021: Szente Gréta & Herczeg-Kis Bálint Temporada 4- 2022: En emisión | Palik László (1.ª-3.ª) Monoki Lehel (4.ª)                    |
| México         | Exatlón México            | TV Azteca      | Temporada 1- 2017-2018: Ernesto Cazares Temporada 2- 2018-2019: Aidee Hernández & Aristeo Cazares Temporada 3- 2019-2020: Mati Álvarez & Heliud Pulido Temporada 4- 2020-2021: Mati Álvarez & Patricio Araujo Temporada 5- 2021-2022: Marysol Cortes & Koke Guerrero Temporada All Star- 2022: Koke Guerrero Temporada 6- 2022-2023: Liliana Hernández & Andrés Fierro Temporada All Star- 2023: Koke Guerrero Temporada 7- 2023-2024: Mati Álvarez & Patricio Araujo Temporada 8- 2024-2025: Evelyn Guijarro & Mario Osuna | Antonio Rosique                                              |
| Rumania        | Exatlón Rumania           | Kanal D        | Temporada 1- 2018: Vladimir Drăghia Temporada 2- 2018: Beatrice Olaru Temporada 3- 2019: Andreea Arsine & Ion Surdu | Cosmin Cernat                                                |
| Eslovenia      | Exatlón Eslovenia         | Planet TV      | Temporada 1- 2021: Franko Bajc & Marjanca Polutnik | Miran Alisic                                                 |
| Estados Unidos | Exatlón Estados Unidos    | Telemundo      | Temporada 1- 2018: Marisela Cantú Temporada 2- 2019: Valeria Sofía Rodríguez Temporada 3- 2019: Alberto Medina Temporada 4- 2020: Nate Burkhalter Temporada 5- 2021: Norma Palafox & Jeyvier Cintron Temporada 6- 2022: Briadam Herrera & Susana Abundíz Temporada All Star- 2022-2023: Yamilet Peña & Yoridan Martínez Temporada All Star- 2023-2024: Susana Abundíz Temporada All Star- 2024-2025: Briadam Herrera & Susana Abundíz                                                                                       | Erasmo Provenza (1.ª-4.ª) Frederik Oldenburg (5.ª- +1.ª-3.ª) |
| Turquía        | Exatlon Challenge Türkiye | Netflix        | Temporada 1- 2020: Baris Edogan & Yagmur Karabal | Orkun Isitmak                                                |